# Jumbotron
Jumbotron är en storbildsskärm som produceras av Sony och används på sportarenor och musikkonserter. Trots att Jumbotron är ett registrerat varumärke ägt av Sony, används namnet ofta som generell benämning. När flera storbildsskärmar är hopsatta till en kubliknande formation kallas den ofta mediakub.

## Bilder

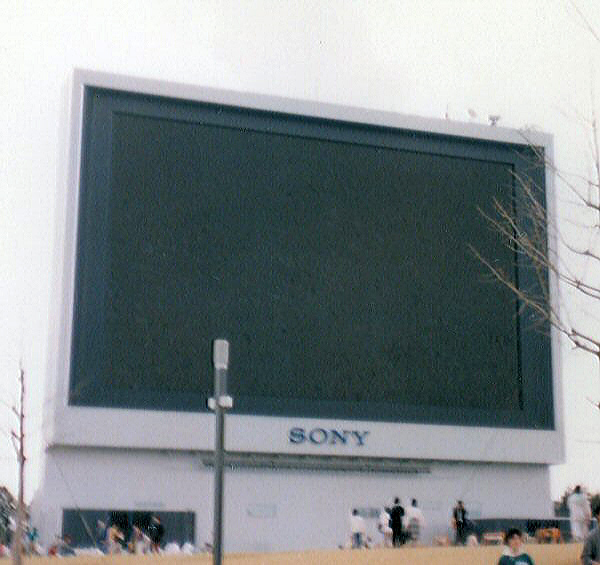
Sonys original-jumbotron 1985.
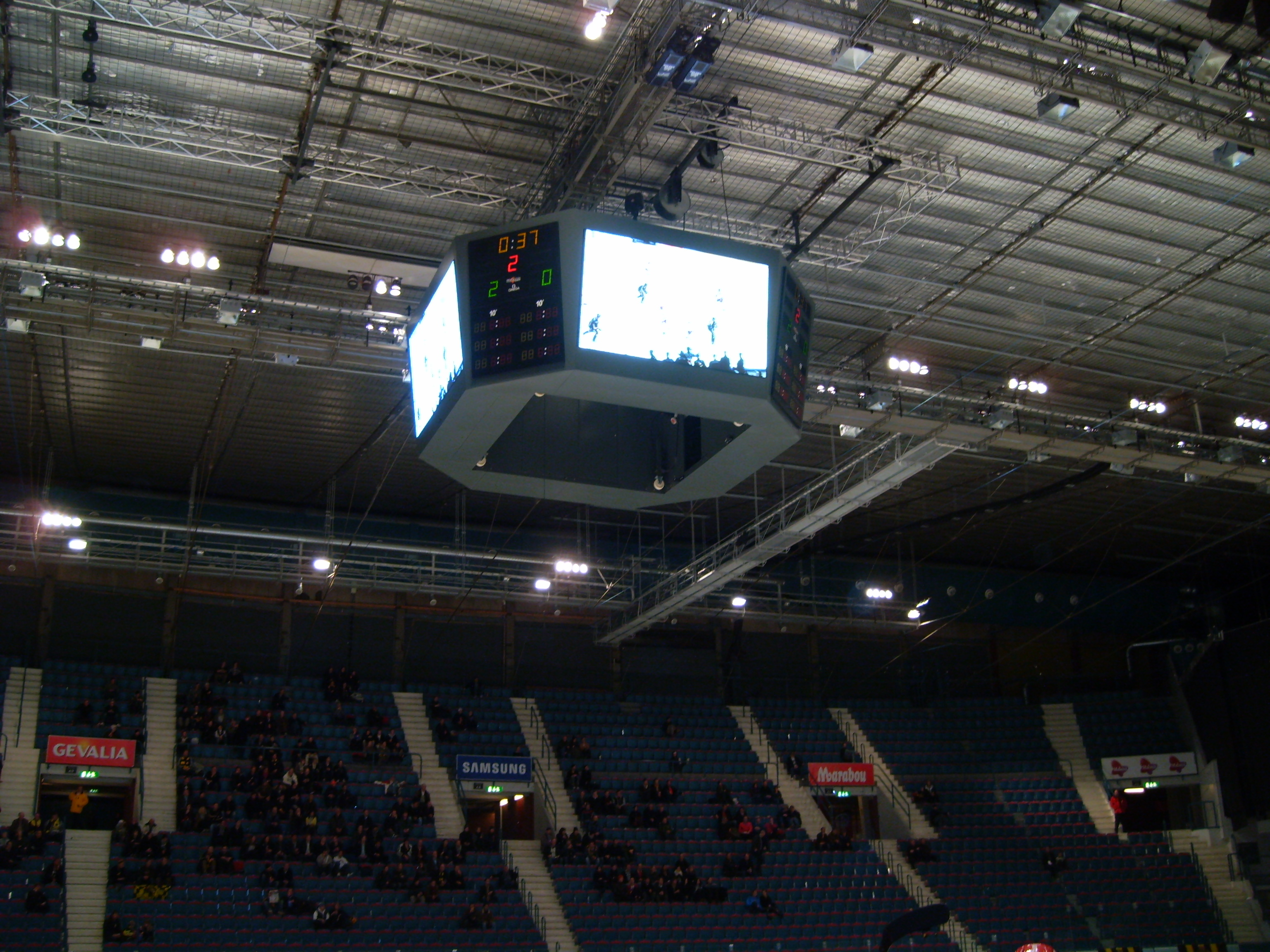
En mediakub på Hovet i Stockholm 2008.